# Pallacanestro Olimpia Milano 2003-2004
Questa voce raccoglie le informazioni riguardanti la Pallacanestro Olimpia Milano nelle competizioni ufficiali della stagione 2003-2004.

## Stagione
La stagione 2003-2004 della Pallacanestro Olimpia Milano sponsorizzata Breil, è la 71ª nel massimo campionato italiano di pallacanestro, la Serie A.
Il posto di allenatore dell'Olimpia Milano è ancora affidato a Attilio Caja. I risultati sportivi sono deludenti, la squadra non si qualifica fra le prime otto del girone di andata del campionato non ottenendo quindi il diritto a partecipare alle final eight di coppa Italia. 
In Coppa Uleb riesce a superare il girone eliminatorio ma il 10 febbraio 2004 perde la partita di andata degli ottavi di finale contro Badalona
di 16 punti ed il giorno successivo la dirigenza decide di chiamare alla guida tecnica della squadra Roberto Carmenati. Nel ritorno contro il Badalona non riesce la rimonta e la Breil viene eliminata per il punteggio nel doppio confronto. Al termine del campionato l'Olimpia è 10ª non qualificandosi per i play off e non ottenendo il diritto a partecipare a tornei internazionali. A fine stagione la proprietà fa sapere di essere alla ricerca di nuovi soci oppure sarà impossibilitata a proseguire.

## Verdetti stagionali
Competizioni nazionali
- Serie A 2003-2004:

regular season: 10ª classificata su 18 squadre (15 partite vinte su 34)
play off: non qualificata
- Coppa Italia 2004: non qualificata[3]

Competizioni internazionali
- ULEB Cup 2003-2004: ottavi di finale (vs Juventud Badalona)[3]

## Organigramma societario
Area tecnica 
- Allenatore: Roberto Carmenati (dal 12 febbraio 2004)
- Allenatore: Attilio Caja (fino all'11 febbraio 2004)
- Vice Allenatore: Andrea Trinchieri (fino 15 febbraio 2004)
- Assistente: Enrico MONTEFUSCO
- Preparatore Atletico: Simone LASSINI
- Medico Sociale: Bruno CARÙ
- Medico Sociale: Davide SUSTA
- Consulente Ortopedico:	Franco CARNELLI
- Massaggiatore:	Attilio COLOMBO

Dirigenza
- Presidente: Giorgio Corbelli
- Amministratore Delegato: Edoardo CEOLA
- Direttore Generale: Gino NATALI
- Team Manager: Marco Baldi
- Segretaria Generale: Cinzia LAURO
- Addetto stampa: Matteo MANTICA
- Segreteria: Giorgio SCOPECE e Barbara ZONCADA
- Resp. Settore Giovanile: Gianni VILLA

## Roster
Aggiornato al 21 dicembre 2021.
| Breil Milano 2003-2004 | Breil Milano 2003-2004 |
| Giocatori              | Staff tecnico          |
| ---------------------- | ---------------------- |

| N. | Naz.                                              | Ruolo | Nome                | Anno | Alt.   | Peso   |  |
| -- | ------------------------------------------------- | ----- | ------------------- | ---- | ------ | ------ |  |
| 5  | Italia (bandiera)                                 | G     | Simone Ferrarese    | 1987 | 183 cm |        |  |
| 6  | Stati Uniti (bandiera)                            | C     | Rod Sellers         | 1970 | 205 cm | 112 kg |  |
| 7  | Stati Uniti (bandiera) · Irlanda (bandiera)       | C     | Ken Lacey           | 1978 | 208 cm | 108 kg |  |
| 8  | Italia (bandiera)                                 | P     | Claudio Coldebella  | 1968 | 198 cm |        |  |
| 9  | Slovenia (bandiera)                               | P     | Beno Udrih          | 1982 | 190 cm | 90 kg  |  |
| 10 | Argentina (bandiera) · Italia (bandiera)          | G     | Hugo Sconochini (C) | 1971 | 192 cm | 101 kg |  |
| 11 | Stati Uniti (bandiera)                            | G     | Lonnie Cooper       | 1976 | 193 cm | 88 kg  |  |
| 12 | Italia (bandiera)                                 | GA    | Giacomo Devecchi    | 1985 | 195 cm | 80 kg  |  |
| 13 | Italia (bandiera)                                 | AG    | Luca Matteucci      | 1984 | 200 cm | 95 kg  |  |
| 13 | Italia (bandiera)                                 | AG    | Paolo Rossetti      | 1984 | 201 cm |        |  |
| 14 | Serbia e Montenegro (bandiera)                    | AG    | Milenko Topić       | 1969 | 204 cm | 99 kg  |  |
| 15 | Argentina (bandiera) · Italia (bandiera)          | A     | Mario Gigena        | 1977 | 197 cm | 98 kg  |  |
| 18 | Italia (bandiera)                                 | AG    | Manuel Vanuzzo      | 1975 | 203 cm | 104 kg |  |
| 19 | Slovacchia (bandiera)                             | AG    | Martin Rančík       | 1978 | 205 cm | 100 kg |  |
| 20 | Macedonia del Nord (bandiera) · Italia (bandiera) | P     | Petar Naumoski      | 1968 | 195 cm | 95 kg  |  |
| -  | Italia (bandiera)                                 | P     | Stefano Mercante    | 1987 | 185 cm | 68 kg  |  |
| -  | Italia (bandiera)                                 | AC    | Alessandro Priuli   | 1986 | 202 cm |        |  |

| Allenatore |
| - Attilio Caja (fino all'11 febbraio) - Roberto Carmenati (dal 12 febbraio)                                        |
| Assistente/i |
| - Enrico Montefusco - Andrea Trinchieri (fino al 15 febbraio) Legenda - (C) Capitano - (IN) Inattivo - Infortunato |

## Mercato

### Sessione estiva
| Acquisti | Acquisti      | Acquisti       | Acquisti   | Acquisti |
| R.       | Nome          | da             | Modalità   |          |
| -------- | ------------- | -------------- | ---------- | -------- |
| C        | Rod Sellers   | Pau-Orthez     | definitivo |          |
| G        | Lonnie Cooper | Pall. Pavia    | definitivo |          |
| C        | Ken Lacey     | V.L. Pesaro    | definitivo |          |
| A        | Mario Gigena  | Aurora Jesi    | definitivo |          |
| AG       | Milenko Topić | Hemofarm Vršac | definitivo |          |

| Cessioni | Cessioni        | Cessioni          | Cessioni       | Cessioni |
| R.       | Nome            | a                 | Modalità       |          |
| -------- | --------------- | ----------------- | -------------- | -------- |
| P        | Duane Simpkins  | Shandong Lions    | fine contratto |          |
| C        | Paolo Alberti   | Viola R. Calabria | fine contratto |          |
| AP       | Veljko Mršić    | Granada           | fine contratto |          |
| G        | Stefano Gallea  | Treviglio         | fine contratto |          |
| C        | Warren Kidd     |                   | ritirato       |          |
| G        | Andrea Niccolai | FuturVirtus       | fine contratto |          |

### Dopo l'inizio della stagione
| Acquisti | Acquisti   | Acquisti        | Acquisti     | Acquisti   |
| R.       | Nome       | da              | Data         | Modalità   |
| -------- | ---------- | --------------- | ------------ | ---------- |
| P        | Beno Udrih | Avtodor Saratov | gennaio 2004 | definitivo |

| Cessioni | Cessioni       | Cessioni   | Cessioni      | Cessioni    |
| R.       | Nome           | a          | Data          | Modalità    |
| -------- | -------------- | ---------- | ------------- | ----------- |
| P        | Petar Naumoski | Free agent | dicembre 2003 | rescissione |
| AG       | Milenko Topić  | Free agent | gennaio 2004  | rescissione |

## Risultati

### Serie A

#### Stagione regolare

##### Girone d'andata
| Arbitri: | Tola Lo Guzzo Giansanti |

|              |            |              |
| Phil Melillo | Allenatori | Attilio Caja |

| Arbitri: | Cazzaro Reatto Di Modica |

|              |            |                   |
| Attilio Caja | Allenatori | Teoman Alibegović |

| Arbitri: | Paternicò Filippini Sahin |

|              |            |               |
| Attilio Caja | Allenatori | Luca Dalmonte |

| Arbitri: | D'Este Seghetti Pozzana |

|                 |            |              |
| Carlo Recalcati | Allenatori | Attilio Caja |

| Arbitri: | Facchini Duranti Chiari |

|             |            |              |
| Luca Banchi | Allenatori | Attilio Caja |

| Arbitri: | Lamonica Lo Guzzo Strozzi |

|              |            |                |
| Attilio Caja | Allenatori | Ettore Messina |

| Arbitri: | Cazzaro Sabetta Sardella |

|                |            |              |
| Zare Markovski | Allenatori | Attilio Caja |

| Arbitri: | Colucci Ursi Corrias |

|              |            |                    |
| Attilio Caja | Allenatori | Stefano Sacripanti |

| Arbitri: | Grossi Taurino Di Modica |

|            |            |              |
| Lino Lardo | Allenatori | Attilio Caja |

| Arbitri: | Paternicò Ramilli Anesin |

|              |            |              |
| Attilio Caja | Allenatori | Piero Bucchi |

| Arbitri: | Tola Seghetti Chiari |

|                 |            |              |
| Franco Gramenzi | Allenatori | Attilio Caja |

| Arbitri: | Grossi Ursi Nardecchia |

|               |            |              |
| Andrea Mazzon | Allenatori | Attilio Caja |

| Arbitri: | Lamonica Mattioli Sardella |

|              |            |              |
| Attilio Caja | Allenatori | Giulio Cadeo |

| Arbitri: | D'Este Corrias Giansanti |

|                    |            |              |
| Alessandro Ramagli | Allenatori | Attilio Caja |

| Arbitri: | Facchini Seghetti Begnis |

|              |            |                 |
| Attilio Caja | Allenatori | Cesare Pancotto |

| Arbitri: | Grossi Ramilli Chiari |

|              |            |                   |
| Attilio Caja | Allenatori | Matteo Boniciolli |

| Arbitri: | Paternicò Taurino Strozzi |

|               |            |              |
| Jasmin Repeša | Allenatori | Attilio Caja |

##### Girone di ritorno
| Arbitri: | Cerebuch Sabetta Nardecchia |

|              |            |              |
| Attilio Caja | Allenatori | Phil Melillo |

| Arbitri: | Colucci Lo Guzzo Sahin |

|                   |            |              |
| Teoman Alibegović | Allenatori | Attilio Caja |

| Arbitri: | Tola Duranti Vianello |

|               |            |              |
| Luca Dalmonte | Allenatori | Attilio Caja |

| Arbitri: | Cazzaro Taurino Di Modica |

|                   |            |                 |
| Roberto Carmenati | Allenatori | Carlo Recalcati |

| Arbitri: | D'Este Anesin Vianello |

|                   |            |             |
| Roberto Carmenati | Allenatori | Luca Banchi |

| Arbitri: | Cerebuch Duranti Pozzana |

|                |            |                   |
| Ettore Messina | Allenatori | Roberto Carmenati |

| Arbitri: | Tola Filippini Begnis |

|                   |            |                |
| Roberto Carmenati | Allenatori | Zare Markovski |

| Arbitri: | Grossi Ramilli Reatto |

|                    |            |                   |
| Stefano Sacripanti | Allenatori | Roberto Carmenati |

| Arbitri: | Facchini Corrias Sardella |

|                   |            |            |
| Roberto Carmenati | Allenatori | Lino Lardo |

| Arbitri: | Cerebuch Seghetti Vianello |

|              |            |                   |
| Piero Bucchi | Allenatori | Roberto Carmenati |

| Arbitri: | Cazzaro Mattioli Pozzana |

|                   |            |                 |
| Roberto Carmenati | Allenatori | Franco Gramenzi |

| Arbitri: | D'Este Filippini Giansanti |

|                   |            |               |
| Roberto Carmenati | Allenatori | Andrea Mazzon |

| Arbitri: | Colucci Paternicò Ursi |

|              |            |                   |
| Giulio Cadeo | Allenatori | Roberto Carmenati |

| Arbitri: | Cerebuch Taurino Vianello |

|                   |            |                    |
| Roberto Carmenati | Allenatori | Alessandro Ramagli |

| Arbitri: | Sabetta Mattioli Anesin |

|                 |            |                   |
| Cesare Pancotto | Allenatori | Roberto Carmenati |

| Arbitri: | Lamonica Nardecchia Sahin |

|                |            |                   |
| Pasquale Iracà | Allenatori | Roberto Carmenati |

| Arbitri: | Tola Lo Guzzo Vianello |

|                   |            |               |
| Roberto Carmenati | Allenatori | Jasmin Repeša |

### ULEB Cup

#### Regular Season
| Madrid 11 novembre 2003 1ª giornata | Real Madrid | 61 – 62 referto | Olimpia Milano | Palacio de Vistalegre |
| Julio Lamas Allenatori Attilio Caja |             |                 |                |                       |
|                                     |             |                 |                |                       |
| Julio Lamas                         | Allenatori  | Attilio Caja    |                |                       |

| Milano 18 novembre 2003 2ª giornata | Olimpia Milano | 83 – 56 referto | Amsterdam | Palalido |
| Attilio Caja Allenatori Arik Shivek |                |                 |           |          |
|                                     |                |                 |           |          |
| Attilio Caja                        | Allenatori     | Arik Shivek     |           |          |

| Milano 26 novembre 2003 3ª giornata | Olimpia Milano | 97 – 75 (18-17, 48-38, 69-59) referto | KK Zagabria | Palalido |
| Attilio Caja Allenatori Jaska Vulic |                |                                       |             |          |
|                                     |                |                                       |             |          |
| Attilio Caja                        | Allenatori     | Jaska Vulic                           |             |          |

| Francoforte 2 dicembre 2003 4ª giornata | Skyl. Francoforte | 67 – 61 (17-18, 40-31, 50-46) referto | Olimpia Milano | Ballsporthalle |
| Gordon Herbert Allenatori Attilio Caja  |                   |                                       |                |                |
|                                         |                   |                                       |                |                |
| Gordon Herbert                          | Allenatori        | Attilio Caja                          |                |                |

| Milano 10 dicembre 2003 5ª giornata      | Olimpia Milano | 77 – 67 referto  | Akademik Sofia | Palalido |
| Attilio Caja Allenatori Slobodan Nikolić |                |                  |                |          |
|                                          |                |                  |                |          |
| Attilio Caja                             | Allenatori     | Slobodan Nikolić |                |          |

| Milano 16 dicembre 2003 6ª giornata | Olimpia Milano | 94 – 65 (26-14, 51-24, 70-45) referto | Real Madrid | Palalido |
| Attilio Caja Allenatori Julio Lamas |                |                                       |             |          |
|                                     |                |                                       |             |          |
| Attilio Caja                        | Allenatori     | Julio Lamas                           |             |          |

| Amsterdam 6 gennaio 2004 7ª giornata | Amsterdam  | 67 – 73 (11-22, 32-36, 53-53) referto | Olimpia Milano | Sporthallen Zui |
| Arik Shivek Allenatori Attilio Caja  |            |                                       |                |                 |
|                                      |            |                                       |                |                 |
| Arik Shivek                          | Allenatori | Attilio Caja                          |                |                 |

| Zagabria 13 gennaio 2004 8ª giornata | KK Zagabria | 74 – 93 referto | Olimpia Milano | Sporthallen Zui |
| Jaska Vulic Allenatori Attilio Caja  |             |                 |                |                 |
|                                      |             |                 |                |                 |
| Jaska Vulic                          | Allenatori  | Attilio Caja    |                |                 |

| Milano 20 gennaio 2004 9ª giornata     | Olimpia Milano | 69 – 68 (24-16, 38-29, 56-52) referto | Skyl. Francoforte | Palalido |
| Attilio Caja Allenatori Gordon Herbert |                |                                       |                   |          |
|                                        |                |                                       |                   |          |
| Attilio Caja                           | Allenatori     | Gordon Herbert                        |                   |          |

| Sofia 27 gennaio 2004 10ª giornata       | Akademik Sofia | 84 – 78 (30-12, 50-32, 69-52) referto | Olimpia Milano | Universiada Hall |
| Slobodan Nikolić Allenatori Attilio Caja |                |                                       |                |                  |
|                                          |                |                                       |                |                  |
| Slobodan Nikolić                         | Allenatori     | Attilio Caja                          |                |                  |

#### Fase a eliminazione diretta
| Badalona 10 febbraio 2004 Ottavi di finale - Andata | Joventut Badalona | 78 – 62 (22-19, 40-39, 58-47) referto | Olimpia Milano | Pabellón Olímpico de Badalona (5804 spett.) |
| Aíto García Reneses Allenatori Attilio Caja         |                   |                                       |                |                                             |
|                                                     |                   |                                       |                |                                             |
| Aíto García Reneses                                 | Allenatori        | Attilio Caja                          |                |                                             |

| Milano 17 febbraio 2004 Ottavi di finale - Ritorno | Olimpia Milano | 81 – 69 (22-18, 46-35, 62-53) referto | Joventut Badalona | Palalido (2500 spett.) |
| Roberto Carmenati Allenatori Aíto García Reneses   |                |                                       |                   |                        |
|                                                    |                |                                       |                   |                        |
| Roberto Carmenati                                  | Allenatori     | Aíto García Reneses                   |                   |                        |